# 四氯合钯(II)酸钠
四氯合钯(II)酸钠是一种配合物，化学式为Na2[PdCl4]。易溶于水和乙醇。

## 制备
氯化钯和氯化钠按化学计量比反应，可以得到Na2[PdCl4]。钯和氯化钠在溶液中或高温下氯化，也能得到Na2[PdCl4]，但过量的氯会将其进一步氧化为PdCl2−
6，这时需要海绵钯将其还原。